# Cabana (distrito)
Cabana é um distrito do Peru, departamento de Puno, localizada na província de São Romão.

## Transporte
O distrito de Cabana é servido pela seguinte rodovia:
- PE-34A, que liga o distrito de La Joya (Região de Arequipa) à cidade de Juliaca (Região de Puno)
- PU-122, que liga a cidade de Puno ao distrito de Cabanillas
- PU-121, que liga a cidade de Cabanillas ao distrito de Paucarcolla[1][2][3]